# Decauville-Werke in Aulnay-sous-Bois

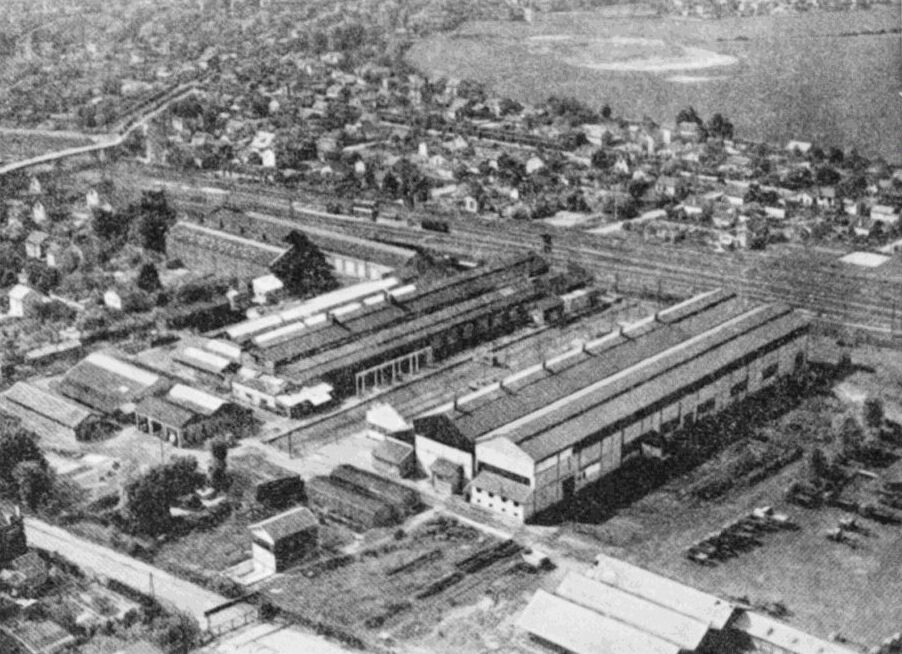
Die Decauville-Werke in Aulnay-sous-Bois, Luftaufnahme, um 1953

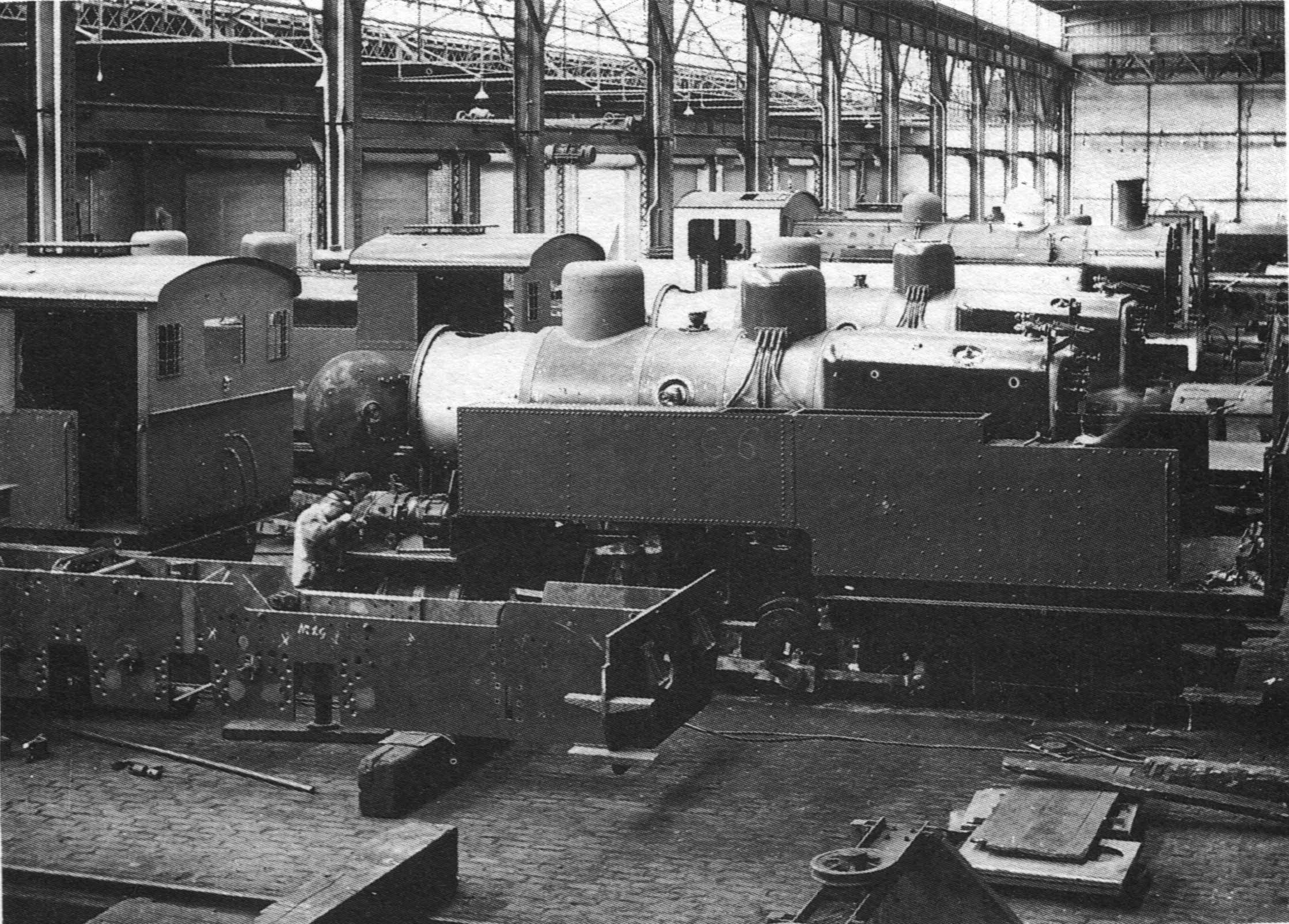
Die Decauville-Werke in Aulnay stellten um 1953 die letzten Dampflokomotiven für die Kostolac-Braunkohle-Gruben in Jugoslawien, heute Serbien her (C n2t, 900 mm Spurweite)

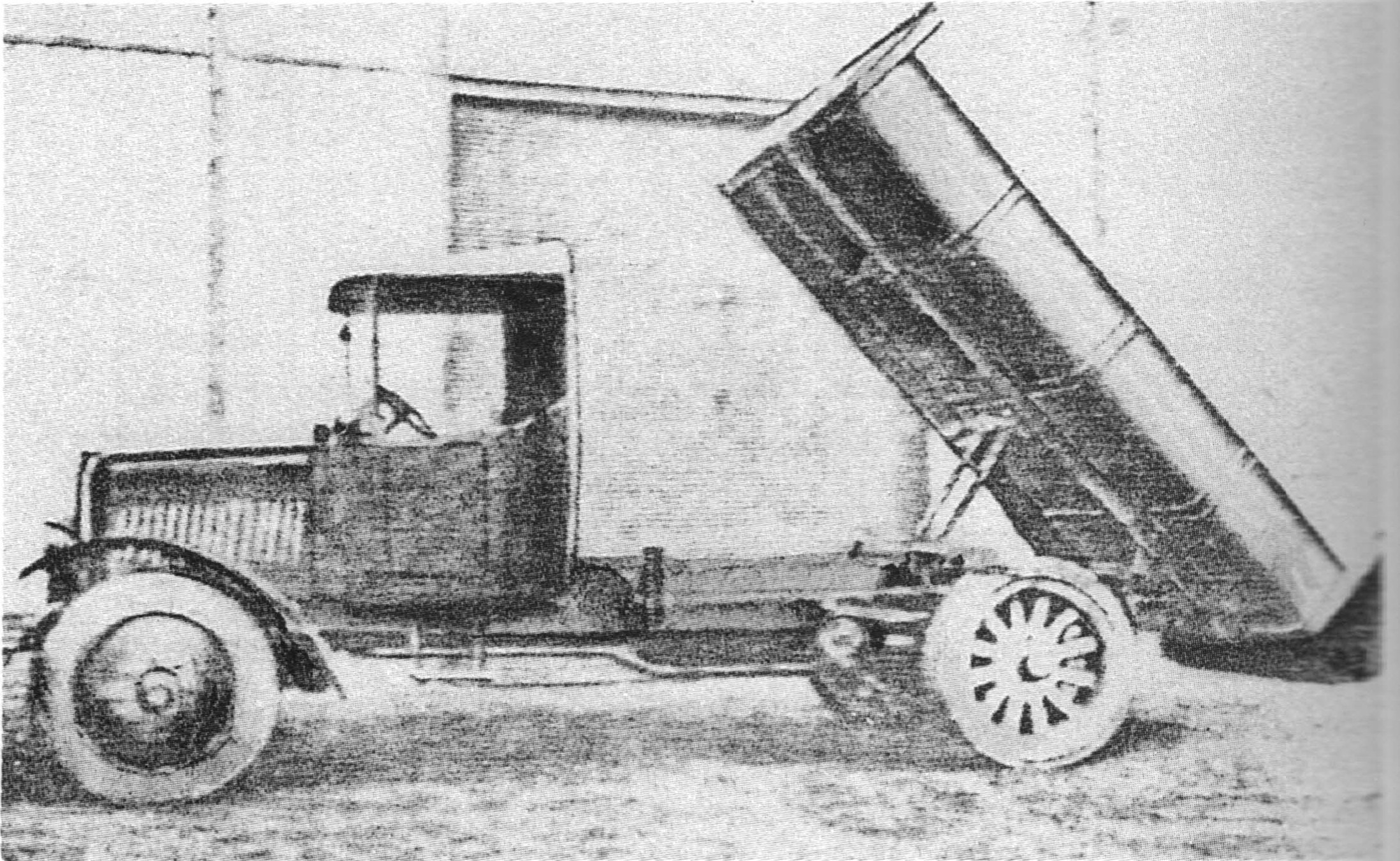
Der Lilloise-Muldenkipper wurde um 1935 in Aulnay gebaut, mit Handbedienung und Heckentladung^{ S. 160}

Die Decauville-Werke in Aulnay-sous-Bois (zuvor bekannt als Société Lilloise, oder kurz La Lilloise)  produzierten von 1914 bis in die 1950er Jahre in Aulnay-sous-Bois, Frankreich, vor allem Feldbahn-Gleisjoche, Kipploren und Muldenkipper.

## Geschichte
Die Fabrik gehörte zu den Etablissements Decauville ainé, einem französischen Eisenbahnhersteller, der sich auf die Produktion und den Vertrieb von Schmalspurbahnmaterial konzentrierte. Sie befand sich auf einem Grundstück, das Decauville 1914 im Département Seine-Saint-Denis in der Region Île-de-France beim 1919 in Betrieb genommenen Flughafen Le Bourget in den nordöstlichen Vororten von Paris erworben hatte. Der Schwerpunkt lag auf der Herstellung von Kippmulden für Feldbahn-Kipploren und straßentaugliche Muldenkipper.
Die Fabrik wurde 1946 in Société Industrielle d'Aulnay umbenannt, was dem Unternehmen die Akquise eines Großauftrags ermöglichte. In der Fabrik Aulnay wurden um 1953 die letzten Decauville-Dampflokomotiven für die Braunkohlegruben in Jugoslawien gebaut.